# Acmaeodera ruficaudis
Acmaeodera ruficaudis es una especie de escarabajo del género Acmaeodera, familia Buprestidae. Fue descrita científicamente por DeGeer en 1778.
Esta especie se encuentra en el continente africano.